# Bourneville-Sainte-Croix
Bourneville-Sainte-Croix è un comune francese di nuova costituzione. È stato creato il 1º gennaio 2016 assorbendo i due comuni di Sainte-Croix-sur-Aizier e di Bourneville che ne sono divenuti comuni delegati.